# Herrenfasnacht
Mit Herrenfasnacht ist die Fasnacht gemeint, die am katholischen Termin, also in den Tagen vor Aschermittwoch, stattfindet. Das Gegenstück zur Herrenfasnacht ist die Bauernfasnacht oder Alte Fasnacht, die in der auf den Aschermittwoch folgenden Woche stattfindet.
Diese beiden Ausdrücke werden hauptsächlich in den Regionen Basel, Baden und dem Markgräflerland verwendet, um die oft historisch bedingten verschiedenen Termine für die Fasnacht zu differenzieren. So gehörte beispielsweise im Kanton Basel-Landschaft die Region Birseck und das Leimental historisch zum Fürstbistum Basel (nach der Reformation in Solothurn domiziliert) und feierten die Fasnacht also zum katholischen Termin, während der übrige Kanton als Untertanenland zur reformierten Stadt Basel gehörte und die Fasnacht zum späteren Termin feierte. Aber auch in anderen Regionen der Schweiz wurden sie lange verwendet und finden sich auch noch manchmal in Kalender als Feiertagseintrag.
Die «Bauernfasnacht» (auch «Alte Fasnacht» genannt) in den ehemals reformierten Gebieten beginnt erst nach dem Aschermittwoch und geht je nach Region bis zum Funkensonntag oder beginnt wie die Basler Fasnacht erst danach.
Historisch am wahrscheinlichsten ist die Erklärung des Erzbistums Köln: Die ursprüngliche Fasnacht dauerte sechs Tage, vom schmutzigen Donnerstag bis zum Veilchendienstag und endete mit dem Aschermittwoch. Die Synode von Benevent ordnete 1091 die Fastenzeit neu, indem sie die Sonntage davon ausnahm, wodurch sich der Beginn der Fastenzeit um eine Woche vorverschob. In Basel, Baden und dem Markgräflerland blieb man beim alten Fasnachtstermin, der «Bauernfasnacht» im Gegensatz zur «Herrenfasnacht».
Die «Alte Fasnacht» ist auch sprichwörtlich geworden: Wer zu spät kommt, kommt «hinterher wie die Alte Fasnacht».